# 寄生鰻
寄生鰻（学名：Simenchelys parasitica），又稱寄生獅子鼻鰻，為輻鰭魚綱鰻鱺目通鰓鰻科的其中一個種。其种加词“Parasiticus”意为“附生的”、“寄生的”。

## 分布
本魚分布於全球各大洋之溫帶、亞熱帶及熱帶海域。

## 深度
水深136至2630公尺。

## 特徵
本魚體被細鱗。胸鰭發育完善。吻特短。眼小，口裂小，無複合齒。鰓孔小，喉位。背鰭起點在胸鰭末端稍後方。脊椎骨數115至122。體長為體高的11倍。肛門位在身體腹部中點，身體短，有尾鰭，體灰色或褐色。體長可達61公分。

## 生態
屬於底棲魚類，在400公尺以上深之海域的優勢魚種，具有咬食大魚肌肉、死魚或無脊椎動物之習性。不僅在腐屍中有發現，在活體中也曾發現其存在。適合溫度4℃～7℃。

## 外部連結
寄生鰻的圖片

## 經濟利用
不具任何經濟價值。